# Anacrônico (álbum)
Anacrônico é o segundo álbum de estúdio da cantora de rock brasileira Pitty, lançado em 21 de agosto de 2005 pela Deckdisc. O álbum também possui uma versão em DualDisc, com um documentário registrado durante as gravações do álbum, uma galeria de fotos e o videoclipe da faixa "Anacrônico". O álbum apresenta um repertório mais alternativo do que o disco anterior da cantora, Admirável Chip Novo (2003), abordando temas políticos e sociológicos voltados a sociedade. 
Alcançando o número de 50 mil cópias vendidas, o disco mantém a qualidade de Pitty e sua banda já apresentada no álbum anterior, tendo seu setlist pontuado por uma série de singles como "Anacrônico", "Memórias", "Déjà Vu", "Na Sua Estante". Além disso, o álbum é marcado pela saída do guitarrista Peu Sousa, que apesar de participar da construção da obra, sendo inclusive co-compositor de Déjà Vu, deixou a banda pouco antes do lançamento do disco, para se dedicar a outros projetos, sem maiores atritos com Pitty. Peu foi substituído por Martin Mendonça.

## Faixas

###### CD
| N.º            | Título                      | Compositor(es)   | Duração |  |
| 1.             | "A Saideira"                | Pitty            | 2:51    |  |
| 2.             | "Anacrônico"                | Pitty, Graco     | 3:12    |  |
| 3.             | "De Você"                   | Pitty            | 3:48    |  |
| 4.             | "Memórias"                  | Pitty            | 3:34    |  |
| 5.             | "Déjà Vu"                   | Pitty, Peu Sousa | 4:18    |  |
| 6.             | "Aahhh...!"                 | Pitty            | 1:08    |  |
| 7.             | "Ignorin'u"                 | Pitty            | 4:19    |  |
| 8.             | "Brinquedo Torto"           | Pitty            | 4:59    |  |
| 9.             | "Na Sua Estante"            | Pitty            | 3:42    |  |
| 10.            | "No Escuro"                 | Pitty            | 3:07    |  |
| 11.            | "Quem Vai Queimar?"         | Pitty            | 4:02    |  |
| 12.            | "Guerreiros São Guerreiros" | Pitty            | 4:46    |  |
| 13.            | "Querer Depois"             | Pitty            | 2:46    |  |
| Duração total: | Duração total:              | Duração total:   | 46:38   |  |

| Faixas bônus da edição deluxe 15 anos |                       |                |         |  |
| N.º                                   | Título                | Compositor(es) | Duração |  |
| 14.                                   | "Seu Mestre Mandou"   | Pitty          | 2:06    |  |
| 15.                                   | "O Muro"              | Pitty          | 1:01    |  |
| 16.                                   | "Déjà Vú (Demo 2003)" | Pitty, Peu     | 5:19    |  |

| DualDisc |                                        |         |  |
| N.º      | Título                                 | Duração |  |
| 1.       | "Sessões Anacrônicas" (documentário)   |         |  |
| 2.       | "Seu Mestre Mandou" (galeria de fotos) |         |  |
| 3.       | "Anacrônico" (videoclipe)              |         |  |

### LP / K7
| Lado A |              |                  |         |  |
| N.º    | Título       | Compositor(es)   | Duração |  |
| 1.     | "A Saideira" | Pitty            | 2:51    |  |
| 2.     | "Anacrônico" | Pitty, Graco     | 3:12    |  |
| 3.     | "De Você"    | Pitty            | 3:48    |  |
| 4.     | "Memórias"   | Pitty            | 3:34    |  |
| 5.     | "Déjà Vu"    | Pitty, Peu Sousa | 4:18    |  |
| 6.     | "Aahhh...!"  | Pitty            | 1:08    |  |

| Lado B |                             |                |         |  |
| N.º    | Título                      | Compositor(es) | Duração |  |
| 1.     | "Ignorin'u"                 | Pitty          | 4:19    |  |
| 2.     | "Brinquedo Torto"           | Pitty          | 4:59    |  |
| 3.     | "Na Sua Estante"            | Pitty          | 3:42    |  |
| 4.     | "No Escuro"                 | Pitty          | 3:07    |  |
| 5.     | "Quem Vai Queimar?"         | Pitty          | 4:02    |  |
| 6.     | "Guerreiros São Guerreiros" | Pitty          | 4:46    |  |
| 7.     | "Querer Depois"             | Pitty          | 2:46    |  |

## Créditos
Pitty
- Pitty - voz, guitarra e piano
- Martin Mendonça - guitarra e violão
- Joe Gomes - baixo
- Duda Machado - bateria

Produção
- Rafael Ramos - produção
- Rodrigo Vidal - gravação e mixagem
- Brian Gardner - masterização
- Fernando Fischgold, Fábio Roberto, Igor Ferreira, Jorge Guerreiro, Leo Shogun - engenheiros assistentes

## Vendas e certificações
| Região                                                        | Certificação | Vendas  |
| ------------------------------------------------------------- | ------------ | ------- |
| Brasil (Pro-Música Brasil)                                    | Ouro         | 50 000‡ |
| ‡vendas+valores de streaming baseados somente na certificação |              |         |